# Autokrator
Autokrátōr, in greco antico: αὐτοκράτωρ? ("colui che comanda secondo la sua volontà") è un epiteto greco applicato ad un soggetto politico che esercita potere assoluto, non limitato da forze superiori. In contesti storici, è stato applicato ai comandanti militari, in ambito greco-romano agli imperatori. I suoi legami con la connotazione bizantina del termine, utilizzato in un contesto cesaropapistico, hanno dato luogo alle espressioni moderne di autocrate e autocrazia. Nel greco moderno il termine designa l'imperatore, nel genere femminile detta autokrateira (αὐτοκράτειρα, «imperatrice»).

## Antica Grecia
Il titolo apparve per la prima volta nella Grecia classica, nel tardo V secolo a.C., designando generali dotati di poteri assoluti in tempo di guerra (stratēgos autokratōr). Nell'Atene Classica gli stratēgoi autokratores erano in genere svincolati dall'approvazione dell'Assemblea nelle loro decisioni diplomatiche e militari, ciò anche per motivi di praticità, dal momento che spesso si trovavano ad operare lontano dalla madrepatria. Tuttavia erano comunque tenuti a rendere conto del loro operato al ritorno. Simili consuetudini erano comuni a numerosi altri stati greci tra questi Siracusa, dove la carica di autokratōr servì come mezzo per raggiungere il potere a numerosi tiranni. Gli stratēgoi autokratores erano anche nominati collegialmente dalle leghe di città stato per guidare le loro armate coalizzate: Filippo II fu nominato hēgemōn e stratēgos autokratōr degli stati greci del sud dalla Lega di Corinto, una posizione che avrebbe occupato anche il figlio Alessandro.

## Roma e Bisanzio
In epoche successive, con l'ascesa della Repubblica romana, il termine stratēgos autokratōr fu utilizzato dagli storici greci per tradurre cariche del mondo romano: Polibio lo utilizza per definire il dictator, mentre Plutarco lo utilizza per designare il generale in trionfo e l'imperatore. L'associazione autokratōr-imperator venne mantenuta durante tutto l'Impero romano, fino al 629 quando venne sostituito dal titolo imperiale di basileus. Nell'Impero Bizantino venne utilizzata in alcune cerimonie come appellativo dell'Imperatore, venendo poi attribuita nella forma di basileus [kai] autokratōr (βασιλεύς [καὶ] αὐτοκράτωρ) per designare il più forte tra due co-imperatori (ad esempio Romano I Lecapeno rispetto a Costantino VII). Nel periodo dei Paleologi era attribuito all'erede designato. In alcuni casi era conferito a generali posti a capo di aree strategiche di vaste dimensioni (è il caso di David Arianites in Bulgaria, nominato tale da Basilio II, con autorità militare sugli altri stratēgoi regionali del nord dei Balcani).

## Popoli slavi
La formula imperiale bizantina fu imitata presso numerosi regni slavi, in primis il nascente Regno di Russia. I regnanti del Secondo Impero bulgaro usarono il titolo di imperatore dei bulgari e successivamente imperatore dei bulgari e dei valacchi, ma Ivan Asen II (regno 1218–1241), che dopo la battaglia di Klokotnica del 1230 allargò il dominio del suo regno sulla maggior parte dei precedenti possedimenti europei dell'Impero bizantino, adottò il titolo di «Imperatore e Autocrate di bulgari e greci», titolo che per primo era stato rivendicato da Simeone I il Grande che aveva regnato dall'anno 893 al 927. Anche Stefan Dušan rivendicò per sé il grado di «basileus e autokratōr dei Serbi e dei Romani», mentre gli Zar russi utilizzarono comunemente fino al 1917 il titolo di «Imperatore e Autocrate di tutte le Russie».